# Аґузбон (Рудбар)
Аґузбон (перс. اغوزبن) — село в Ірані, у дегестані Калаштар, у Центральному бахші, шагрестані Рудбар остану Ґілян. За даними перепису 2006 року, його населення становило 103 особи, що проживали у складі 43 сімей.

## Клімат
Середня річна температура становить 13,18 °C, середня максимальна – 26,78 °C, а середня мінімальна – -1,08 °C. Середня річна кількість опадів – 506 мм.
| Клімат поселення                              | Клімат поселення | Клімат поселення | Клімат поселення | Клімат поселення | Клімат поселення | Клімат поселення | Клімат поселення | Клімат поселення | Клімат поселення | Клімат поселення | Клімат поселення | Клімат поселення | Клімат поселення |
| Показник                                      | Січ.             | Лют.             | Бер.             | Квіт.            | Трав.            | Черв.            | Лип.             | Серп.            | Вер.             | Жовт.            | Лист.            | Груд.            |                  |
| Середній максимум, °C                         | 10,44            | 9,96             | 11,39            | 17,08            | 20,92            | 25,40            | 26,76            | 26,78            | 22,88            | 19,83            | 15,25            | 10,77            |                  |
| Середня температура, °C                       | 4,92             | 4,45             | 5,86             | 11,56            | 15,39            | 19,87            | 22,40            | 22,42            | 18,54            | 15,47            | 10,90            | 6,43             |                  |
| Середній мінімум, °C                          | −0,62            | −1,08            | 0,34             | 6,04             | 9,87             | 14,34            | 18,05            | 18,06            | 14,18            | 11,12            | 6,55             | 2,08             |                  |
| Норма опадів, мм                              | 44               | 40               | 69               | 63               | 31               | 14               | 15               | 17               | 31               | 50               | 59               | 73               |                  |
| Середньомісячна швидкість вітру, м/с          | 2.11             | 2.59             | 2.52             | 2.60             | 2.30             | 2.41             | 2.34             | 2.17             | 2.01             | 1.82             | 1.96             | 2.10             |                  |
| Середньомісячна сонячна радіація, кДж/м²·день | 7461             | 9836             | 11949            | 16234            | 20228            | 22884            | 23458            | 20109            | 16758            | 11907            | 9169             | 7220             |                  |
| --------------------------------------------- | ---------------- | ---------------- | ---------------- | ---------------- | ---------------- | ---------------- | ---------------- | ---------------- | ---------------- | ---------------- | ---------------- | ---------------- | ---------------- |
| Джерело:                                      |                  |                  |                  |                  |                  |                  |                  |                  |                  |                  |                  |                  |                  |